# 魏達河

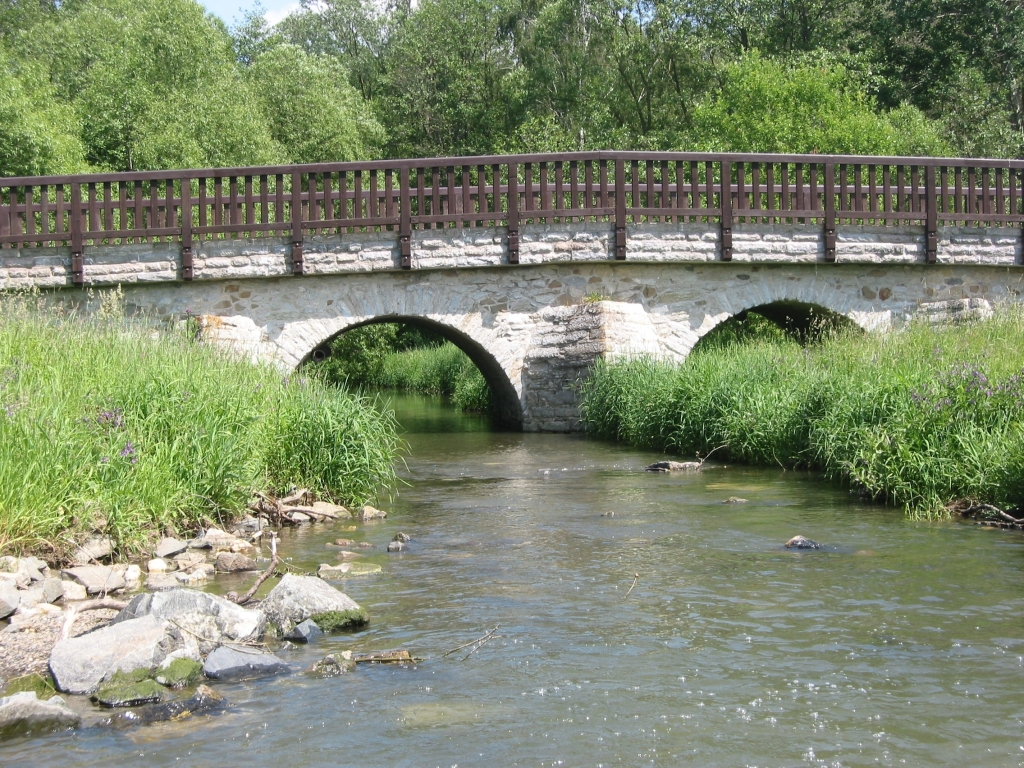

50°47′44″N 12°5′21″E / 50.79556°N 12.08917°E
魏達河（德語：Weida，發音：[ˈvaɪda] ⓘ）是德國的河流，位於圖林根州東部，屬於魏瑟埃爾斯特河的左支流，河道全長57公里，發源自保薩，河畔城鎮有措伊伦罗达-特里伯斯和魏達。